# Marie Lefebvre
Pour les articles homonymes, voir Lefèvre (patronyme) et Lemaire.
Marie Lefebvre, née Marie Lemaire le 13 novembre 1864 à Fromelles et morte peu avant le 16 mai 1934 à la prison de Haguenau, est une criminelle française ayant assassiné, par arme à feu, sa belle-fille alors que celle-ci était enceinte.
Surnommé le « procès de la belle-mère meurtrière », le jugement de Mme Lefebvre a défrayé la chronique en 1926 et a notamment donné lieu à la rédaction d'une étude psychanalytique par Marie Bonaparte.

## Biographie
Issue d'une famille de grands cultivateurs, Marie Lemaire épouse, en 1888, un brasseur du nom de Guillaume Lefebvre (1854-), avec lequel elle a une fille mort-née (1890) et deux fils André (1892-) et Charles. Installée à Roubaix avec son époux et ses enfants, Mme Lefebvre se consacre à sa famille. À l'âge de six ans, son fils Charles est victime de troubles atrophiques et moteurs, qui le laissent handicapé. Jouissant d'une bonne santé, son autre fils, André, fait des études de droit et prépare la carrière de notaire. À partir de 1912, Mme Lefebvre commence à souffrir de troubles nerveux. S'ensuit une longue période durant laquelle elle est victime d'hypocondrie.
Pendant la Première Guerre mondiale, Mme Lefebvre connaît l'occupation allemande jusqu'en 1917, date à laquelle elle est évacuée dans le Midi. Tandis que son fils André est mobilisé sur le front, elle s'occupe de Charles avec dévotion. Rentrée à Roubaix en 1919, elle continue à souffrir de divers problèmes de santé et la famille déménage à Hem en 1923. 
Devenu notaire à Fournes, André Lefebvre fait la connaissance, en 1924, d'Antoinette Mulle, une jeune femme issue d'une famille de brasseurs. Les deux jeunes gens se fiancent puis se marient, sans que Mme Lefebvre n'en conçoive ni contentement ni plainte. Une semaine avant les épousailles, Mme Lefebvre se dispute publiquement avec sa future bru, ce qui n'empêche cependant pas la célébration des noces. Après le mariage, plusieurs incidents mineurs, souvent liés à des questions d'argent, sont sources de querelle entre Mme Lefebvre et sa belle-fille. Excédée par l'attitude sa belle-mère, Antoinette prend donc la décision de ne plus la voir.
Quand elle apprend que sa belle-fille est enceinte, Mme Lefebvre décide de l'assassiner. Après une première tentative infructueuse pour acquérir une arme, elle profite d'une cure à Vichy pour acheter un revolver dans une armurerie de Saint-Étienne. Revenue dans le Nord, Mme Lefebvre fait quelques tentatives pour se réconcilier avec sa bru, mais son animosité contre celle-ci persiste. Finalement, le 26 août 1925, Mme Lefebvre profite d'une sortie en voiture avec son fils et sa belle-fille pour placer son revolver sur la tempe de la jeune femme, alors enceinte de cinq mois et demi, et la tuer à bout portant.
Incarcérée le soir-même, Mme Lefebvre est jugée aux assises de Douai en octobre 1926. Durant le procès, elle ne manifeste aucun remords et les experts médicaux-légaux la jugent responsable de ses actes. Elle est condamnée à mort, mais sa peine est commuée en prison à perpétuité par grâce présidentielle, en décembre 1926.
Rapidement transférée à la prison pour femmes de Haguenau, elle y demeure jusqu'à sa mort, annoncée à Lille le 16 mai 1934 et dans la presse nationale le lendemain.

## Répercussions
L'affaire est amplement couverte par la presse, et notamment par Le Figaro qui ouvre, pour l'occasion, ses colonnes à quantités d'experts.
Ce retentissement médiatique attire l'attention de la princesse psychanalyste Marie Bonaparte, qui se documente largement sur l'affaire, avant de rencontrer Mme Lefebvre en prison pour l'interroger, durant plus de quatre heures, le 14 janvier 1927. De cette rencontre, elle tire un article publié dans la Revue française de psychanalyse en 1927. Dans celui-ci, la princesse voit notamment, dans l'assassinat, une manifestation du complexe de Jocaste.